# نتیجه مذاکرات
نتیجه مذاکرات (به انگلیسی: Outcome of Negotiations) نام پنجمین آلبوم گروه آلترنیتیو بلوز راک ایرانی کیوسک است که در اول دسامبر ۲۰۱۱ منتشر شد. نتیجه مذاکرات به نوعی بازگشت گروه به سبک اولیه خود یعنی موسیقی بلوز و راک است.

## لیست آهنگ‌ها
1. It Never Rains Here Morteza
2. Don't You Remember Haji
3. Always a Failure With You
4. I'm Leaving
5. His Excellency Has Approved
6. Done With
7. Those Were the Days
8. Use Low GearView In iTunes
9. Kiss of Fire
10. When Then
11. Cloudy City